# Columbia (Schiff, 1902–1929)
Die Columbia (II) war ein 1902 in Dienst gestellter Ozeandampfer der britischen Reederei Anchor Line, der im transatlantischen Passagier- und Postverkehr zwischen Großbritannien und New York eingesetzt wurde. Ab 1914 diente sie unter der Bezeichnung HMS Columbella als bewaffneter Hilfskreuzer (Armed Merchant Cruiser) im Ersten Weltkrieg. 1926 wurde das Schiff verkauft, aber wegen Unrentabilität schnell außer Dienst gestellt und 1929 verschrottet.

## Baudaten
Das 8292 BRT große, aus Stahl gebaute Dampfschiff Columbia wurde auf der Werft D. & W. Henderson & Company im schottischen Glasgow gebaut und lief dort am 22. Februar 1902 vom Stapel. Taufpatin war Katherine Eliza Gordon, Lady Balfour of Burleigh, Ehefrau des damaligen Schottland-Ministers Alexander Bruce, 6. Lord Balfour of Burleigh. Beim Stapellauf im Glasgower Bezirk Partick waren zudem Königin Marys Hofdame Jean Hamilton Bruce (Tochter von Lord und Lady Balfour), Professor Emeritus für klinische Chirurgie der University of Glasgow Sir Hector Cameron, Sir John Bell, Sir John Culbertson und Sir Samuel Chisholm, Lord Provost of Glasgow, anwesend.
Das Passagier- und Postschiff war 121,92 Meter lang und 15,03 Meter breit und hatte drei Masten mit der Takelage eines Schoners, drei Schornsteine und zwei Propeller. Die sechszylindrigen Dreifachexpansions-Dampfmaschinen leisteten 1060 nhp konnten die Columbia, das zweite Schiff der Anchor Line mit diesem Namen, auf eine Geschwindigkeit von 16 Knoten beschleunigen. Die Passagierkapazität lag bei 345 Reisenden in der Ersten, 218 in der Zweiten und 740 in der Dritten Klasse. Auf den sechs Decks fanden sich neben Ein-, Zwei- und Dreibettkabinen für die Passagiere Erster Klasse ein Speisesaal, ein Rauchsalon und eine Bibliothek.

## Einsatzgeschichte
Am 17. Mai 1902 lief die Columbia zu ihrer Jungfernfahrt von Glasgow über Moville (Irland) nach New York aus. Auf dieser Strecke blieb das Schiff bis zum Ausbruch des Ersten Weltkriegs. Im Oktober 1914 unternahm das Schiff seine letzte zivile Fahrt im nordatlantischen Passagierverkehr. Ab November 1914 wurde die Columbia von der Admiralität als Hilfskreuzer verwendet. Um eine Verwechslung mit der USS Columbia zu vermeiden, wurde sie in HMS Columbella umbenannt. Sie patrouillierte bis August 1917 als Teil der Northern Patrol in den Gewässern um die Bäreninsel und war anschließend von September 1917 bis November 1918 dem Atlantic Squadron der United States Navy als Geleitschiff zugeteilt.
Nach Kriegsende wurde sie wieder der Anchor Line überstellt und wieder in Columbia umbenannt. Sie war das einzige Schiff der Glasgow-New York-Flotte der Anchor Line, das den Krieg überlebt hatte. Mit neuen Passagierunterkünften für 72 Passagiere Erster, 430 Passagiere Zweiter und 378 Passagiere Dritter Klasse legte die Columbia am 20. August 1919 zu ihrer ersten Nachkriegsfahrt auf der alten Route von Glasgow über Moville nach New York ab. Im Jahr 1921 wurde von Kohle- auf Ölverbrennung umgestellt und im November 1922 kam es zu einer weiteren Abänderung der Fahrgastzahlen (492 Kabinenklasse, 420 Dritte Klasse). Am 22. August 1925 begann die letzte Fahrt der Columbia auf ihrer angestammten Route.
Anschließend wurde sie auf dem Clyde aufgelegt, bis sie am 5. März 1926 an die Byron Steamship Company (Byron Line) verkauft wurde, eine 1915 eröffnete britische Abteilung der National Greek Line. Unter dem neuen Namen Moreas lief der Dampfer am 1. September 1926 zu seiner ersten Fahrt auf der Route von Piräus nach New York aus. Nach nur drei Fahrten (die letzte begann am 15. Januar 1927) wurde sie bereits wieder ausgemustert und in Griechenland aufgelegt, bis sie 1928 an die National Greek Line übertragen wurde. Für diese Reederei stach sie jedoch nicht ein einziges Mal in See. Sie wurde schließlich im Juli 1929 in Venedig verschrottet.